# Alain Chénard
Pour les articles homonymes, voir Chénard.
 (août 2023).
Si vous disposez d'ouvrages ou d'articles de référence ou si vous connaissez des sites web de qualité traitant du thème abordé ici, merci de compléter l'article en donnant les références utiles à sa vérifiabilité et en les liant à la section « Notes et références ».
Alain Chénard, né le 20 février 1937 à Nantes (France), est un homme politique français, membre du Parti socialiste, maire de Nantes de 1977 à 1983.

## Biographie

### Conseiller municipal d'André Morice
Au sein de la SFIO, il est un des responsables des Jeunesses socialistes dans les années 1960 ; il devient secrétaire de la section de Nantes à la fin des années 1970.
À l'issue des élections municipales de 1965, il devient le plus jeune conseiller municipal élu sur la liste L’Élan dans laquelle, sous la direction du radical dissident André Morice, sont rassemblés la SFIO, le CNIP et des technocrates. Le premier adjoint est le secrétaire de la fédération SFIO de la Loire-Atlantique, André Routier-Preuvost. Cette formule est reconduite en 1971, mais en raison de l'évolution de la SFIO vers la création du parti socialiste (1969) et de l'adoption du Programme commun en 1972, une crise finit par se produire. Le 8 novembre 1974, les socialistes de la section de Nantes menés par Jean Guiffan votent la motion « Marzin-Marnot », qui demande aux élus municipaux socialistes de choisir entre Morice et le PS. Alain Chénard, absent le 8 novembre, va s'incliner et démissionner de sa délégation d'adjoint. Tous les autres élus optent pour Morice et sont donc exclus du PS en avril 1975, après injonction de la fédération départementale puis du Comité directeur du parti. Ils forment un groupe, la Fédération des socialistes démocrates.
Aux élections municipales de 1977, Alain Chénard mène la liste d'Union de la Gauche face à une nouvelle liste Morice où se trouvent Routier-Preuvost et les autres exclus de 1975. Contrairement à ce qui était attendu, il est élu le 17 mars 1977 avec seulement 549 voix d'avance. Il nomme Renée Broustal, militante politique féministe et future déléguée régionale aux droits des femmes dans les Pays-de-la-Loire, comme adjointe chargée de la santé et des affaires sociales. 

### Maire de Nantes
Plus globalement, il lance une politique ambitieuse de transports publics, créant notamment la SEMITAN (Société d'économie mixte des transports en commun de l'agglomération nantaise), dans le cadre d'une structure intercommunale rénovée, le SIMAN (Syndicat intercommunal à vocation multiple de l'agglomération nantaise)[réf. nécessaire].
La principale réalisation de son mandat, la réintroduction du tramway dans la ville, est aujourd'hui unanimement saluée comme un acte visionnaire, mais a néanmoins causé sa défaite en 1983 en raison des polémiques suscitées par ses adversaires politiques, soulignant par exemple la gêne occasionnée par les travaux. Un des problèmes étant que les travaux de la ligne 1, alors la seule en construction, sont loin d'être achevés au moment des municipales de 1983 et la municipalité de Michel Chauty qui lui a succédé, adversaire constant du tramway, envisage même l'abandon du projet. Même si le tramway entre finalement en service en janvier 1985, deux ans après le départ d'Alain Chénard, le bénéfice de la création reste entièrement au crédit de ce dernier ; Nantes est alors la première ville française à se doter d'un réseau de tramway moderne.
Nantes lui doit également la construction de la médiathèque Jacques-Demy, du centre de loisirs du Petit Port, du stade de la Beaujoire, la rénovation de la manufacture des tabacs de Nantes, ainsi que la mise en œuvre d'une politique de contournement routier de l'agglomération nantaise avec franchissement de la Loire en aval et en amont de la ville. Il fait également doter la ville d'un des premiers services télématique d'information locale français baptisé TELEM Nantes.
Il a aussi une politique culturelle marquée notamment par les premiers contacts de la Ville de Nantes avec Jean Blaise et le Centre de Recherche pour le Développement Culturel (CRDC), qui sera victime de la nouvelle municipalité de 1983 à 1989 avant de revenir à Nantes dans les années 1990.
Il doit faire face à la disparition programmée des chantiers navals de Nantes et n'hésita pas à aller démarcher des entreprises aux États-Unis pour qu'elles s'installent à Nantes (Harris avec Matra et LTI). Il obtient l'accord de General Motors pour une implantation industrielle dans la Basse-Loire nécessitant beaucoup de main d'œuvre (ligne de montage automobile) mais cet investissement est refusé à l'époque par André Giraud, ministre de l'Industrie, qui entend protéger les constructeurs français[réf. nécessaire]. Cette industrie s'implante en Espagne d'où elle aura accès au marché français dans le cadre du Marché commun, dès lors que l'Espagne entre dans la Communauté européenne en 1986.

### L'échec de 1983
L'échec d'Alain Chénard aux élections municipales de 1983 s'explique pour une bonne part par les polémiques sur le tramway, mais d'autres facteurs sont entrés en jeu. La principale liste qui s'oppose à lui est celle dominée par le RPR ; les exclus de 1975, qui sont restés en général antigaullistes, ne s'y associent pas, mais forment une liste socialiste démocrate qui bénéficie du soutien d'Alexandre Hébert, secrétaire de l'Union départementale CGT-FO, lequel avait déjà favorisé la formation de la liste Morice en 1965. Alain Chénard est particulièrement mal vu parce que venant du syndicalisme FO, il a « trahi » en 1975, au profit des « sociaux-chrétiens » qui, selon Hébert, ont pris le contrôle du Parti socialiste. La liste Routier-Preuvost de 1983 réalise un score de près de 5 % des voix et contribue donc à l'échec d'Alain Chénard. 
En 1988, à la fin du mandat de Michel Chauty, Alain Chénard envisage un moment de reprendre la tête de la liste d'Union de la gauche ; mais il se heurte aux réticences des socialistes nantais, des élus socialistes de l'agglomération et même de la direction du parti (notamment Pierre Mauroy, pourtant très proche de lui comme ancien de la SFIO) et se laisse assez facilement convaincre de renoncer au profit de Jean-Marc Ayrault, maire de Saint-Herblain, député de Nantes-Ouest, membre du Comité directeur du PS, mais aussi lieutenant de Jean Poperen, et qui a donc une assise plus forte sur le plan local comme sur le plan national.

### Autres fonctions
Lors de l'arrivée de Jean-Marc Ayrault à la mairie de Nantes, Alain Chénard, alors conseiller municipal, n'est pas nommé comme adjoint, mais devient président de la SEMITAN. Il est ainsi chargé de superviser le développement des transports publics nantais.
Il a aussi été député de la Loire-Atlantique de 1978 à 1988 et président du Congrès des pouvoirs locaux et régionaux du Conseil de l'Europe du 26 mai 1998 au 23 mai 2000.